# Бедан, Альберт

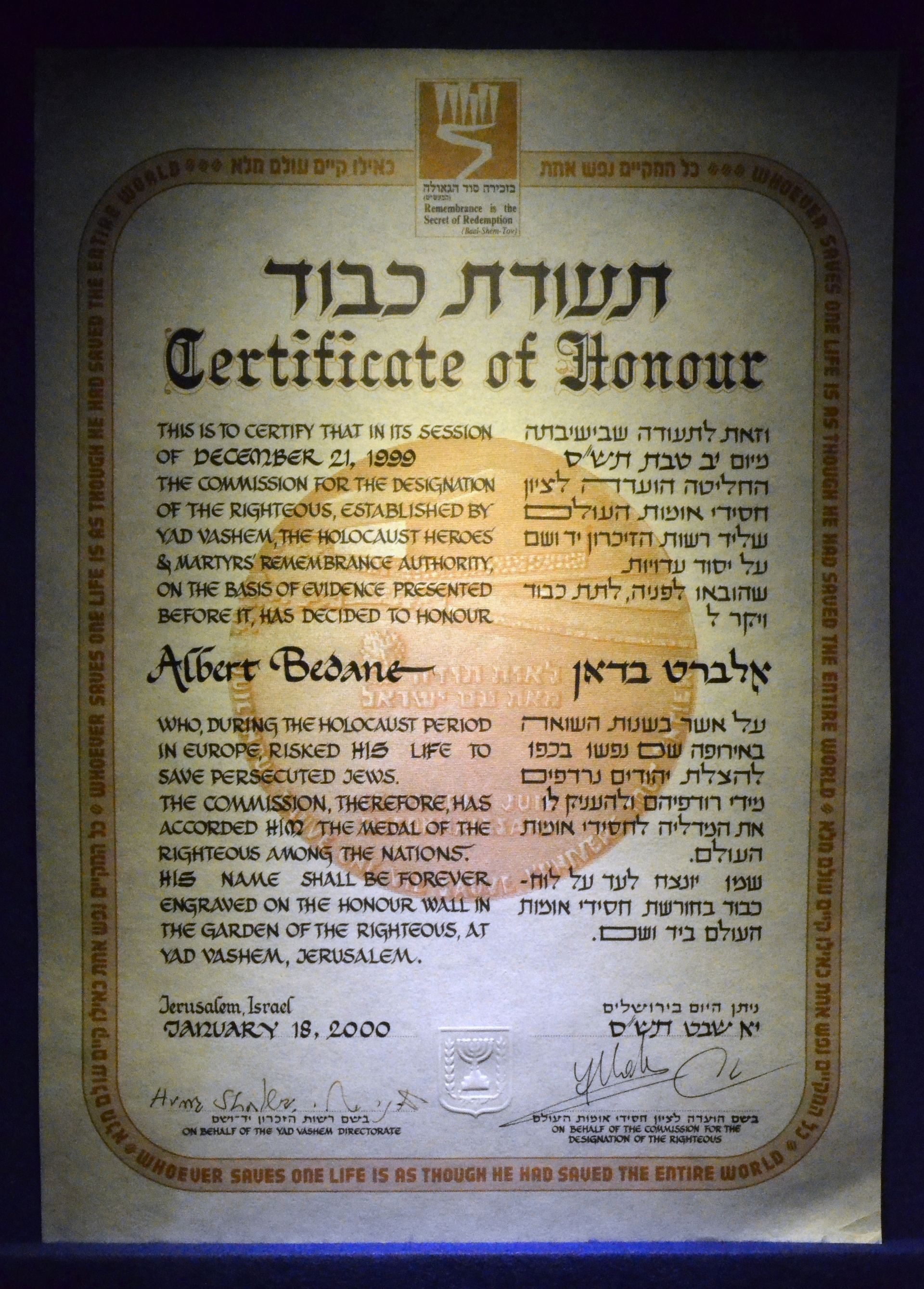
Сертификат Праведника мира на имя Бедана.

Альберт Густав Бедан (1893—1980) — британский праведник мира, спасавший людей на Джерси во время немецкой оккупации Нормандских островов.

## Биография
Родился в Анже, Франция, в 1893 году и с 1894 жил на Джерси. После службы в британской армии в 1917—1920 в 1921 получил британское подданство. Работал физиотерапевтом и массажистом. У него были жена Клара и дочь Валери Мэй.
Во время оккупации нацистами острова Джерси Бедан прятал в своём доме голландскую еврейку Мэри Эрику Ричардсон с июня 1943 года до конца войны. Бедан кормил её едой, которую он получал от своих пациентов-фермеров в качестве оплаты за свои профессиональные услуги. Ричардсон несколько месяцев жила в каменном подвале, а затем Бедан переселил её в закрытую комнату на верхнем этаже дома.
В 1966 советское правительство наградило Бедана и других активистов джерсийского сопротивления, спасавших советских пленных, сумевших бежать с принудительных работ на острове, золотыми часами.
4 января 2000 израильский Институт Катастрофы и героизма Яд ва-Шем признал Альберта Бедана праведником народов мира.
В 2010 Бедан посмертно получил звание Британского героя Холокоста.

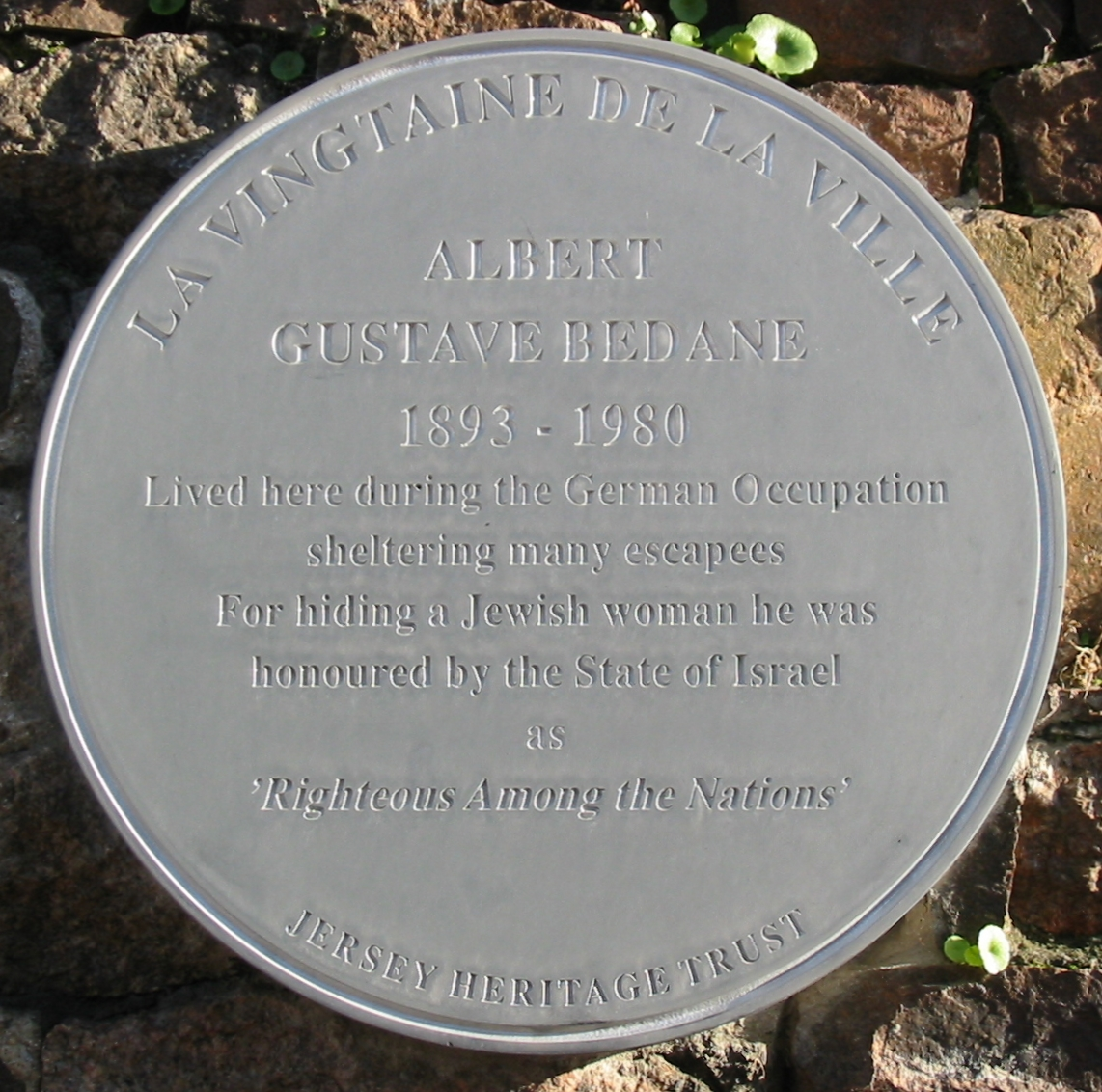
Плакат на Розевилл-Стрит (Roseville) у места, где Бедан прятал бежавших